# خوزه کارلوس گارسیا لیل
خوزه کارلوس گارسیا لیل (به پرتغالی: José Carlos Garcia Leal) هافبک، مدافع اهل برزیل است که در شهر Manga-MG و در تاریخ ۱۵ ژوئیهٔ ۱۹۸۰ به دنیا آمده‌است.
خوزه کارلوس گارسیا لیل در تیم‌های فوتبال Goiás سابقهٔ حضور دارد.